# جهانكير شاه أتابك
جهانكير شاه أتابك بن الشاه رستم الأول بن شاه حسين بن عز الدين محمد بن شجاع الدين محمود بن عز الدين حسين.
أتابك لورستان الثاني والعشرين من عائلة الاتابكة بني خورشيد، والحاكم الثامن من الأسرة الحسينية (أسرة عز الدين حسين أتابك).

## حياته وتوليه الحكم
جهانكير هو الابن الثاني للحاكم شاه رستم الأول، لذلك عند وفاة شاه رستم الأول خلفه بالحكم بشكل اعتيادي ولي عهده وابنه الأكبر (أوغور شاه أتابك)، الابن الأصغر جهانكير لم يظهر عنه اعتراض واضح أو تمرد آنذاك.
في عام 1533م جهز شاه فارس (طهماسب الأول) حملة عسكرية كبيرة وسار على رأسها شخصياً لمحاربة الدولة الأوزبكية وحاكمها عبيد الله خان الأوزبكي، لذلك التحق الجيش اللري وعلى رأسه أتابك لورستان وبروجرد اوغور شاه بالحملة (بأعتبار لورستان تحت وصاية حكم شاه إيران)، وأصبحوا يقاتلون مع جيش الشاه ضد الأوزبك على حدود بلاد ما وراء النهر.
عين أتابك لورستان شقيقه الأصغر جهانكير نائباً عنه في العاصمة خرم آباد حتى انتهاء الحملة.
لكن الأمير جهانكير استغل فرصة غياب شقيقه الأتابك عن البلاد ومنصبه الجديد كنائباً للأتابك في خرم آباد وأصبح يغدق على أفراد الحكومة الأتابكية وشيوخ القبائل اللورية حتى أتبعه كثير منهم، حتى قام بإعلان العصيان على أخيه، تمخض عن العصيان بأن أعلن الأمير جهانكير خلع شقيقه اوغور شاه وقام بالجلوس على العرش بدلاً عنه.
إنتهت حملة الشاه العسكرية، فعاد الجيش ظافراً في هذا الحرب، إلا أن خبر الانقلاب المؤلم اخترق مسامع اغور شاه أتابك.
استأذن الأتابك اوغور شاه بالانصراف، فانطلق على رأس عساكره متوجهاً إلى بلاد اللور، فوصل إلى أنحاء نهاوند فألتحق به جمع من اخلاط القوم والمرتزقة فقط وكذلك عدد محدود من أتباعه، أما أغلب القادة والشعب فظلوا ملتفين حول جهانكير شاه، غير مبالين بالأتابك السابق.
التحم جيشا الشقيقين في حرب ضروس، إنتهت بأنتصار الأمير جهانكير أتابك وأسر الأتابك اوغور شاه في إحدى المعارك المتتالية التي وقعت بينهم.
نُفِذ حكم الإعدام بحق الأتابك اوغور شاه من قبل الأتابك جهانكير شاه أتابك بعد أسره عام 1534م.

## حكمه
بعد أن قضى على شقيقه، أستقر له الحكم من دون منافس، واستمر له حكم لورستان زهاء تسع سنين.

## سقوطه
توجد روايتان تاريخيتان عن علاقة جهانكير شاه بعد انقلابه على شقيقه مع الدولة الصفوية، الأولى أن السلطة الصفوية لم تبالي بموضوع الانقلاب الداخلي داخل الأسرة اللرُية ولم يكن لديها نية بالهجوم على جهانكير شاه ما دام انه ملتزم بدفع الضرائب المفروضة، إلا أنه في عام 1542م اتجه الشاه طهماسب الأول إلى ولاية دزفول (جنوب لورستان) لتأديب واليها علاء الدولة رعناشي، فأقام الشاه في دزفول ردحاً من الزمن، إلا أن جهانكير شاه ظهرت عليه بوادر شق عصا الطاعة على حكم الشاه لذلك تطورت الأمور إلى أن نشبت حرب بين الشاه والأتابك إنتهت بمقتل الأتابك جهانكير.
أما الرواية الثانية فهي أن الشاه طهماسب الأول قد تأثر كثيراً بمقتل حليفه اوغور شاه أتابك على يد شقيقه جهانكير، فلم يعترف بجهانكير حاكماً رسمياً على بلاد اللور، لذلك كان في نية الشاه طهماسب التخلص من حكم جهانكير وقتله منذ البداية، لكنه قام بتأجيل الموضوع ريثما تنتظم بعض الأمور في فارس، حتى قام بالقضاء عليه بحلول عام 1543م.
على العموم ورغم اختلاف الروايتان قليلاً الا أن الروايات التاريخية تجمع بأن الأحداث إنتهت بأن أعلنت الدولة الصفوية الحرب على الأتابك، لذلك أرسل طهماسب الأول جيشاً جرار بقيادة (عبد الله استاجلو) إلى بلاد اللور، فنشبت حرب كبيرة بين جيش الشاه وجيش الأتابك، إنتهت بأن أسر جيش الشاه الأتابك ثم نفذ فيه حكم الإعدام.
أما ولديه شاه رستم الثاني ومحمدي بك أتابك فخلصوا أنفسهم بأن هربوا إلى ولاية بغداد العثمانية.
بعدها أصدر الشاه أمراً بالهجوم على المدن والقرى اللورية، لذلك هجمت جيوش الشاه على المدن والبساتين والقرى، فتبددت محاصيل الزرع وقُتل خلق كثير من الشعب اللُري في هذه الأحداث.
أخذ أحد الأمراء يتشفع لدى شاه إيران بأن يسحب جيشه عن المملكة اللرية، فقام بسحبه، كما أصدر عفوه عن العائلة الأتابكية الخورشيدية، إلا أن ولي العهد اللري الأمير شاه رستم الثاني قد تم اعتقاله بخيانة من وزيره ومربيه المدعو (أبو مسلم الگودرزي)، حيث قام أبو مسلم بتسليم شاه رستم الثاني للحرس الصفوي من خلال إتفاق مسبق مع الشاه، إلا أن الدولة الصفوية سلمت الحُكم لشاه رستم الثاني بعد مرور عدة سنوات بسبب الاضطرابات التي عصفت ببلاد اللُر.